# Дворец Ажуда

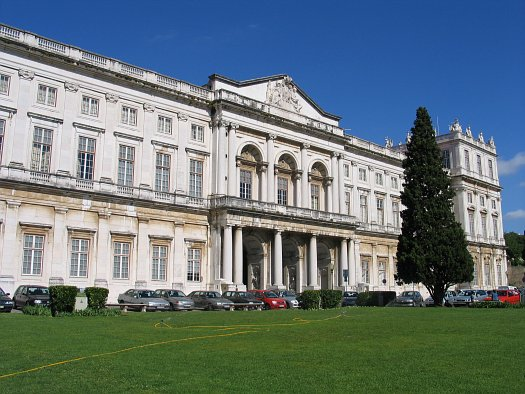
Парадный фасад дворца

Ажу́да (порт. Palácio Nacional da Ajuda) — королевский дворец в Лиссабоне. Строительство началось в стиле позднего барокко по проекту итальянского архитектора Филиппо Юварры в 1724 году. После землетрясения 1755 года, дворец восстанавливали. Плачевное состояние казны заставило короля пересмотреть первоначальный проект в сторону уменьшения размеров здания. К 1802 году дворец был достроен в стиле классицизма. Постоянным местом проживания королевской фамилии стал с 1861 года, тогда же интерьеры были обновлены в духе эклектики. В настоящее время дворец открыт для посещения туристами.

## История

### Помбалинский период
Лиссабонское землетрясение 1 ноября 1755 года, произошло во время правления Жозе I. Землетрясение разрушило весь город Лиссабон, в том числе резиденцию короля, которая охватывала Праса-ду-Комерсиу, рядом с рекой Тахо. В тот день королевская семья находилась в западной части города, где последствия землетрясения ощущались не так сильно. Король был настолько встревожен этим событием, что с тех пор опасался находиться в каменных зданиях. Жозе I построил дворец из дерева и ткани на вершине горы и строительство было завершено только в 1761 году. Интерьеры дворца были украшены картинами, роскошной мебелью, драгоценными предметами из королевской коллекции.